# LAMP
För andra betydelser, se LAMP (olika betydelser).

The LAMP software bundle (here additionally with Squid). A high performance and high-availability solution for a hostile environment.

LAMP är en akronym som används för kombinationen:
- Linux
- Apache HTTP Server
- MariaDB / MySQL
- PHP, Perl, eller Python

Detta ger en webb-plattform baserad helt på fri programvara. LAMP är en väldigt vanlig konfiguration att använda både hos webbhotell såväl som hos företag och hobbyister, oavsett vad dessa använder för OS och program till vardags. Perl brukade vara det vanligaste alternativet för programmeringsspråket, men på senare år är PHP det i särklass vanligaste valet då det är mer specialiserat för arbete med webben.
Wikipedia använder ett LAMP-system; wikimotorn MediaWiki är främst utvecklat under Linux, logiken är implementerad i PHP, Apache används som webbserver och all data lagras i en MariaDB-databas.
Många andra kombinationer existerar också, där till exempel databasen byts ut mot PostgreSQL eller SQLite.